# Hérouville
Hérouville egy község Franciaországban. Lakosainak száma 569 fő (2022. január 1.).

## Földrajza
Hérouville Labbeville, Auvers-sur-Oise, Ennery, Livilliers, Nesles-la-Vallée és Vallangoujard községekkel határos.